# Ernesto van Peborgh
Ernesto van Peborgh es empresario, ingeniero y MBA de la Universidad de Harvard. Actualmente se dedica a la comunicación para promover el desarrollo sostenible y a analizar el potencial de los medios sociales para catalizar el cambio cultural hacia formas colaborativas de trabajo, basadas en valores como la transparencia, la honestidad y la voluntad de compartir. 

## Trayectoria
Ernesto van Peborgh ha conformado un equipo multidisciplinario llamado El viaje de Odiseo, especializado en la arquitectura, construcción y gestión de redes de conocimiento. Odiseo elabora además estrategias de comunicación para las organizaciones que buscan crear redes de valor (value Networks) con sus stakeholders a través de los nuevos medios participativos y también genera contenidos e iniciativas vinculadas a los valores del desarrollo sostenible.
En 2015, El viaje de Odiseo obtuvo su certificación como Empresa B, lo significa ser una compañía que se compromete a generar ganancias, pero también a producir valor social y ambiental. Eso supone considerar en sus decisiones empresariales a los consumidores, a los trabajadores, a la comunidad, a los inversores y al medio ambiente.
Van Peborgh es también columnista habitual del diario La Nación y ha dictado conferencias en organizaciones educativas y empresariales, y en eventos como TED.
Fue vicepresidente del Citicorp Equity Investments y socio fundador y director del fondo de inversiones AVP-AIG Southern Cone Fund, además de profesor adjunto en la Universidad Católica Argentina (UCA) y en el MBA de la Universidad de Belgrano, entre otros cargos.
Es también expedicionario y Capitán del Equipo Espíritu Argentino en competencias de expedición, entre ellas el Eco Challenge de Nueva Zelanda.

## Investigación Fílmica
En 2005 dirigió el documental “Círculos de Piedra”, que relata la expedición de un grupo de familiares y amigos en homenaje a Agostino Rocca, Germán Sopeña y José Luis Fonrouge, fallecidos en un accidente aéreo en 2001, cuando volaban con destino a Punta Bandera, en el parque nacional Los Glaciares, para izar una bandera argentina como lo había hecho el perito Francisco P. Moreno 124 años antes.
Con el propósito de divulgar ideas, valores y acciones que inspiren y promuevan el desarrollo humano sostenible y una nueva conciencia, ese mismo año produjo el documental "Faros, señales de cambio en América Latina", dirigido por Mariano Llinás, donde difundió iniciativas que llevan adelante líderes sociales apoyados por la Fundación AVINA y Ashoka, que se esfuerzan incansablemente para luchar contra la pobreza y la inequidad.
Un año más tarde, en 2006, realizó una profunda investigación y producción fílmica para crear conciencia sobre "Fútbol Callejero", una metodología para la inclusión social de niños y adolescentes en situación de riesgo.

## Libros
En 2007 publicó el libro Sustainability 2.0, una primera formulación del rol catalizador que pueden jugar los medios sociales para crear modelos colaborativos de negocios y gobernabilidad. 
En 2010, Odisea 2.0 - Las marcas en los medios sociales, obra que presenta una estrategia para instalar los valores de las marcas en las redes en línea
En 2013 publicó La cultura colaborativa en las empresas, una investigación que realizó con el equipo de El viaje de Odiseo y docentes de la UADE (Universidad Argentina de la Empresa) acerca de las redes colaborativas en las empresas y las oportunidades que representan para mejorar el acceso a la información, incentivar el trabajo en equipo y promover la innovación, impactando en los resultados del negocio. La obra ofrece una metodología de implantación de herramientas y de gestión, e incluye el caso ADN: la red colaborativa que conecta 11 mil empleados de Telefónica Argentina, cuyo diseño funcional y estratégico estuvo a cargo de El viaje de Odiseo. Publicado en formato ebook por la editorial Temas.E 
En Brasil, también en 2013, publicó Redes: o Despertar da Consciência Planetária (Redes, el despertar de la conciencia planetaria), su tercer libro, donde explica porqué las redes que se desarrollan y prosperan en la web contienen el germen de una nueva conciencia global. Esta tesis, que presentó en diversos trabajos y foros —entre otros, las célebres conferencias TEDx—, halla su sustento en la obra de Marshall McLuhan, para quien la historia demuestra que la introducción de cada nuevo medio produjo un salto de conciencia en la humanidad, una evolución cultural a través de la comunicación. En forma consistente, Van Peborgh sostiene que la web supone en el siglo XXI un nuevo salto de conciencia, que pone a la humanidad en red. Dentro de las redes, como resultado de la conexión y consecuente interacción de las personas,  surge un emergente: un conocimiento que por primera vez puede ser colectivo y gestionado en los KPRs (knowledge pool resources) o “sistemas de conocimiento compartido”. Estos sistemas autogestionados de personas que están vinculadas a partir de intereses comunes resultan claves para idear y construir de modo colaborativo las soluciones necesarias para lograr un mundo realmente sustentable. 
En 2016, publicó en versión digital y en inglés Homo Hacker, Gestionando la complejidad para enfrentar los desafíos planetarios (Homo Hacker: Managing Complexity to Overcome Our Planetary Challenges (enlace roto disponible en Internet Archive; véase el historial, la primera versión y la última).), donde describe el quiebre de nuestra lógica lineal y cartesiana, y la evolución hacia un nuevo estado de consciencia y compromiso. A lo largo del libro, Van Peborgh da cuenta de la actual crisis del sistema capitalista, el agotamiento de un modelo y la imperiosa necesidad de un cambio. Y fundamentalmente explica cómo frente a un aumento de la complejidad pero también de la interconectividad, la humanidad comienza a reconstituirse, generando nuevos sistemas de organización y desarrollando nuevos lenguajes. En este contexto y potenciado por la conectividad que posibilita Internet, surge un individuo más consciente y comprometido: el homo hacker que utiliza el emergente cognitivo como un nuevo capital para enfrentar nuestros nuevos desafíos. Este obra está próxima a publicarse en español, en versión impresa.

## Videos
- Círculos de Piedra - Ernesto van Peborgh (2005)
- Círculos de Piedra: Primera parte
- Círculos de Piedra: Patagonia, Sopeña y Fonrouge
- Círculos de Piedra: Agostino Rocca
- Círculos de Piedra: German Sopeña y la Patagonia
- Círculos de Piedra: El Fitz Roy
- Círculos de Piedra: el ascenso y final
- Faros, señales de cambio en América Latina
- Fútbol Callejero

## Presentaciones
- Ernesto van Peborgh: La Red, una nueva matriz de comunicación y organización, XIII Encuentro Santander-América Latina- 2015.
- WOBI, New Media, Sustainability (2012)
- WOBI, The Biggest Social Revolution
- Ernesto van Peborgh: Las redes para la construcción de conocimiento e innovación (Parte 1)
- Ernesto van Peborgh: Las redes para la construcción de conocimiento e innovación (Parte 2)
- Ernesto van Peborgh en el programa Líderes, canal C5N
- Ernesto van Peborgh habla sobre sustentabilidad en la Universidad de San Andrés- 2011
- TEDxBuenosAires 2011 - Ernesto Van Peborgh - Sostenibilidad 2.0
- Presentación de Ernesto van Peborgh sobre desarrollo sustentable -2011
- Ernesto van Peborgh @ We Media Buenos Aires- 2008